# Open University of Israel
Die Open University of Israel (hebräisch האוניברסיטה הפתוחה ha-universita ha-ptucha, arabisch الجامعة المفتوحة, DMG al-Ǧāmiʿa al-maftūḥa) ist mit rund 40.000 Studenten in Israel und mehreren hundert Studenten in über 60 weiteren Ländern die größte von Israels acht staatlichen Hochschulen. Sie bietet ausschließlich Fernstudiengänge an. Die in Israel übliche Bezeichnung der Hochschule ist die hebräische.

## Geschichte
Auf eine Initiative des damaligen Vize-Premierministers und Ministers für Bildung, Yigal Allon, zurückgehend wurde 1969 erstmals die Gründung einer Universität diskutiert, die für jeden Bürger Israels offensteht und moderne Methoden und Ansätze bei der Wissensvermittlung umsetzt. Am 14. April 1972 wurde die „Everyman’s University“ („Ha-universita ha-ptucha“) in Ramat Aviv gegründet, deren englischer Name später analog zur hebräischen Bezeichnung in „The Open University of Israel“ geändert wurde. Die finanzielle Unterstützung kam von Yad Hanadiv, einer Stiftung der Familie Rothschild. Max Rowe, Vorsitzender der Rothschild-Stiftung, war der erste Präsident der Hochschule.
Zu den erklärten Zielen gehören neben der Vermittlung von Bildung und Wissen durch Lehre und Forschung auch die Errichtung von Forschungsinstituten.
1995 erfolgte der Umzug in den neuerrichteten Dorothy-de-Rothschild-Campus in Ra’anana. Das moderne Gebäude wurde von der israelischen Architektin Ada Karmi-Melamede entworfen.
- 1976: Die Universität eröffnet fünf Kurse für 2.200 Studenten in Ramat Aviv
- 2006: Mehr als 600 Kurse mit fast 40.000 Studenten, jeder sechste Student in Israel ist ein Student der Open University
- 1976: 16 Studienzentren
- 2006: Mehr als 70 Studienzentren in Israel – etwa die Hälfte davon ist mit Geräten zur Übertragung von interaktiven Lehrveranstaltungen ausgestattet
- 1976: 5 Lehrbücher wurden veröffentlicht
- 2006: Die Auflage der Lehrbücher erreicht eine Million – die Hälfte wird von Studenten und Dozenten anderer Universitäten in Israel genutzt
- 1982: 41 Absolventen bei der ersten Abschlusszeremonie
- 2006: Insgesamt 14.500 Absolventen

## Fachbereiche
Es gibt neun Fachbereichen:

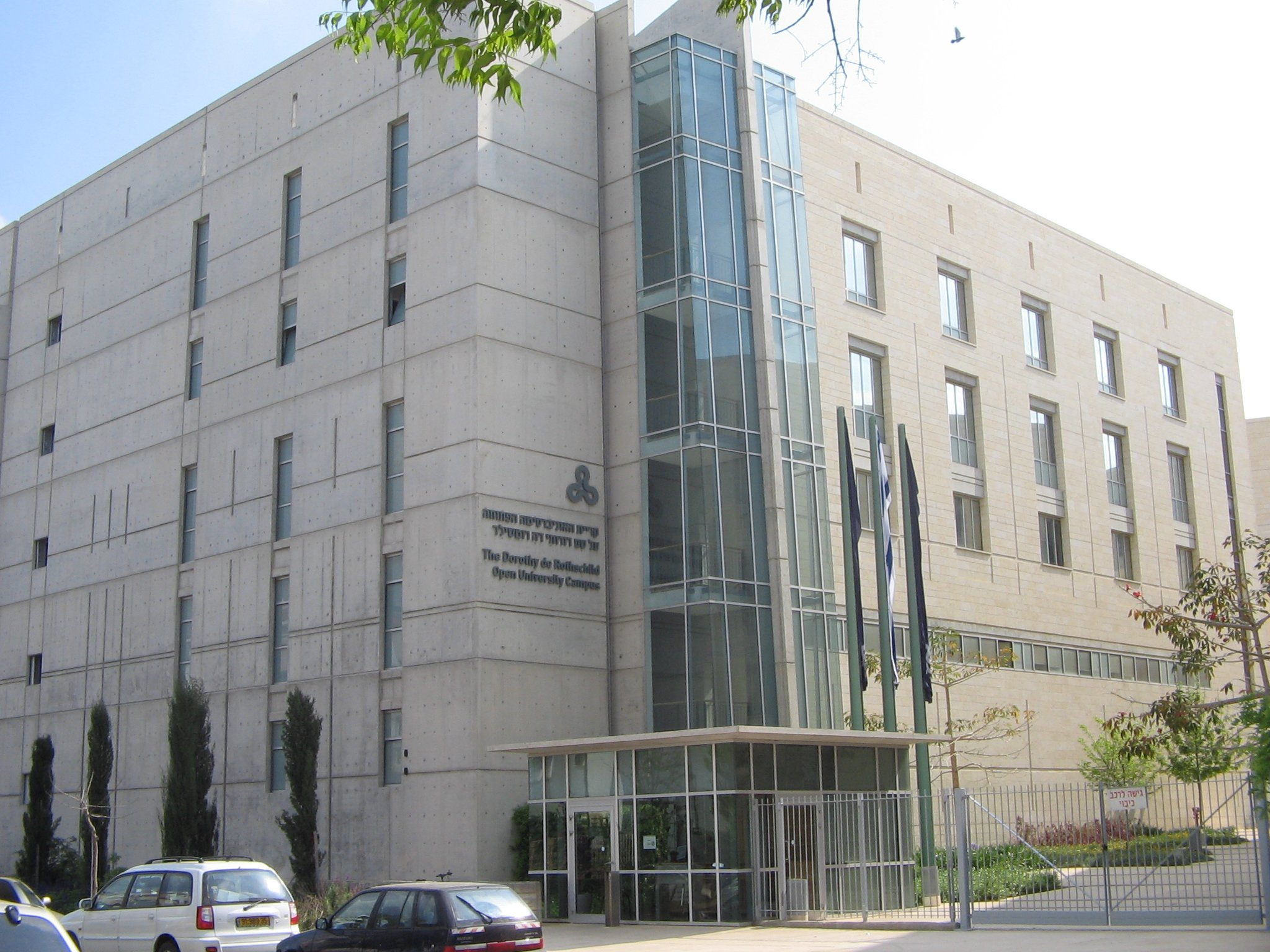
Dorothy de Rothschild Campus, Ra’anana, Israel

- Fachbereich für Geschichte, Philosophie und Judaistik Studien
- Fachbereich für Literatur, Sprache und Kunst
- Fachbereich für Bildung und Psychologie
- Fachbereich für Management und Wirtschaft
- Fachbereich für Soziologie, Politikwissenschaften und Kommunikation
- Fachbereich für Naturwissenschaften
- Fachbereich für Mathematik
- Fachbereich Informatik
- Fachbereich Englisch

## Studenten an der Open University of Israel
Das Fernstudium ermöglicht auch jenen Menschen eine akademische Bildung, die sonst aus zeitlichen, geographischen, religiösen oder finanziellen Gründen oder aufgrund der Zulassungsbestimmungen anderer Hochschulen davon ausgeschlossen sind. Zu der Studentenschaft gehören Berufstätige, hochbegabte Highschool-Schüler, Soldaten, (sowohl Wehrdienstleistende als auch Berufssoldaten), orthodoxe Juden und Menschen aus entlegenen Gebieten.

## Fernstudium und Lehrmethoden
Das Fernstudium erfolgt anhand von Lehrbüchern, (Einzel-)Unterricht durch verschiedene Medien (Internet, Fernsehen, Radio, Telefon), Unterricht im Labor (Naturwissenschaften), Exkursionen sowie Symposien, Tests und Abschlussprüfungen. Mehr als 40 Bachelor-Studiengänge in allen Fachbereichen und fünf Masterstudiengänge werden angeboten. Alle Abschlüsse der Open University of Israel sind durch das „Council for Higher Education“ in Israel zertifiziert.